# Victor Stråhed
Victor Stråhed, född 13 oktober 1983, är en svensk musiker.
Victor Stråhed är Danne Stråheds son, spelar gitarr, grekisk bouzouki och slide i faderns band Dynamo.
Stråhed började sin karriär i Hasse & Harry Canes.